# Кушнір Надія Вячеславівна
Надія Кушнір, псевд. Надьожна (нар. 1993, Львів) — українська дизайнерка, ілюстраторка дитячих книжок. Стала відомою як авторка інтернет-коміксу «Гусь».

## З життєпису
Навчалася в Українській академії друкарства та Українській академії дизайну.
Упорядниця й координаторка всеукраїнського літературно-художнього проекту «Горицвіт». Член міжнародної організації з неформальної освіти MitOst.
Оформила близько 33 дитячих, підліткових і дорослих книжок, зокрема книжки «Про Комарика Зюзю» та «Кузя, Зюзя та компанія» Всеволода Нестайка, «Абетка» Світлани Кісар, «Bajka o ciekavskim Kotku» Йоганни Кордис, «Ляля» Яцека Денеля тощо, для видавництв «Веселка», «Урбіно», «Vivat», «Кальварія», «Ранок», «Теза», та польської організації «Fundacja Centrum Badan Polska-Ukraina».
В 2017 році Надія Кушнір потрапила до списку найкращих дитячих ілюстраторів незалежної України за версією сайту Букмоль, найкращими її роботами було названо оформлення книжки-картинки Тетяни Стус «Де Ойра?» та авторську книжку «Як Гусь свою любов шукав».
В 2023 переїхала в місто Оттава, Канада.